# Ashley Park
Ashley Jini Park (* 6. června 1991 Glendale, Kalifornie) je americká herečka, zpěvačka a tanečnice, která je známá především svou rolí Mindy Chen v komediálním seriálu Emily in Paris (2020–dosud) společnosti Netflix.

## Životopis
Narodila se v Glendale v Kalifornii do rodiny Andrewa a Sary Parkových. Má mladší sestru Audrey. Je korejského původu. Jejím bratrancem z druhého kolene je herec Justin H. Min. V roce 2013 získala bakalářský titul v oboru muzikálové herectví na Michiganské univerzitě. V roce 2014 přišel její debut na broadwayských prknech, kdy se objevila v company v muzikálu Mamma Mia!.
Její nejznámější rolí je Mindy Chen v komediálním seriálu Netflixu Emily in Paris. Za roli získala nominaci na Critics' Choice Award. Kromě toho je známou divadelní herečkou. V roce 2018 ztvárnila Gretchen Wieners v původním obsazení broadwayského muzikálu Mean Girls. Za roli Gretchen byla nominována na Cenu Tony a na Drama Desk Award. Mezi její další významné divadelní role patří Tuptim v broadwayském revivalu muzikálu The King and I a MwE v mimobroadwayském uvedení muzikálu KPOP.

## Filmografie

### Film
| Rok  | Název                | Role             |
| ---- | -------------------- | ---------------- |
| 2012 | Charlene Kaye: Human | socha            |
| 2012 | The V Card           | Jessica          |
| 2014 | Are You Joking?      | žena na rande    |
| 2022 | Mr. Malcolm's List   | Gertie Covington |
| 2023 | Holky na tripu       | Audrey Sullivan  |
| 2024 | Mean Girls           |                  |

### Televize
| Rok        | Název                  | Role                             | Poznámky                                       |
| ---------- | ---------------------- | -------------------------------- | ---------------------------------------------- |
| 2014       | My Dirty Little Secret | Ann Racz                         | 1 díl                                          |
| 2017       | Nightcap               | Olivia Cho                       | 8 dílů                                         |
| 2018       | Saturday Night Live    | ona sama (neuvedena v titulcích) | díl: „Tina Fey/Nicki Minaj“                    |
| 2019       | Výstřední společnost   | Jennifer „Ani“ Winter            | 7 dílů                                         |
| 2019       | Helpsters              | Singing Starlett                 | díl: „Singing Starlett / Heart's Family Photo“ |
| 2020–dosud | Emily in Paris         | Mindy Chen                       | hlavní role                                    |
| 2021–2024  | Girls5eva              | Ashley                           | vedlejší role                                  |
| 2023       | Ve při                 | Naomi                            | vedlejší role                                  |
| 2023       | Star Wars: Vize        | Ara (hlas)                       | díl: „Cesta k temné hlavě“                     |
| 2023       | Jen vraždy v budově    | Kimber                           | vedlejší role                                  |